# Kampfgeschwader 55 »Greif«
Kampfgeschwader 55 »Greif« (dobesedno slovensko: Bojni polk 55 »Greif«; kratica KG 55) je bil bombniški letalski polk (Geschwader) v sestavi nemške Luftwaffe med drugo svetovno vojno.

## Organizacija
- štab
- I. skupina
- II. skupina
- III. skupina

## Vodstvo polka
Poveljniki polka (Geschwaderkommodore)
- Generalmajor Wilhelm Süßmann: 1. maj 1939
- Polkovnik Alois Stoeckl: 7. marec 1940
- Podpolkovnik Hans Korte: 15. avugust 1940
- Podpolkovnik Benno Kosch: 1. februar 1941
- Podpolkovnik Ernst Kühl: 27. avgust 1942
- Podpolkovnik Wilhelm Antrup: 8. avgust 1943
- Major Richard Brunner: 22. november 1944